# Liste der Bodendenkmale in Langewahl
Die Liste der Bodendenkmale in Langewahl enthält alle Bodendenkmale der brandenburgischen Gemeinde Langewahl und ihrer Ortsteile auf der Grundlage der Landesdenkmalliste vom 31. Dezember 2020.
| Gemarkung        | Flur | Kurzansprache                                                                                             | Bodendenkmalnummer | Bemerkung | Bild |
| ---------------- | ---- | --- | ------------------ | --------- | ---- |
| Langewahl (Lage) | 2, 4 | Siedlung Neolithikum, Gräberfeld Bronzezeit                                                               | 90506              |           |      |
| Langewahl (Lage) | 2, 4 | Rast- und Werkplatz Mesolithikum, Siedlung Neolithikum                                                    | 90507              |           |      |
| Langewahl (Lage) | 2, 4 | Siedlung römische Kaiserzeit, Rast- und Werkplatz Mesolithikum, Siedlung Neolithikum, Siedlung Bronzezeit | 90508              |           |      |
| Langewahl (Lage) | 2, 4 | Siedlung Steinzeit                                                                                        | 90510              |           |      |
| Langewahl (Lage) | 3    | Pechhütte Neuzeit                                                                                         | 90511              |           |      |
| Langewahl (Lage) | 2    | Siedlung Neolithikum, Rast- und Werkplatz Mesolithikum, Siedlung Bronzezeit                               | 90512              |           |      |
| Langewahl (Lage) | 2    | Siedlung Neolithikum, Gräberfeld Bronzezeit                                                               | 90513              |           |      |
| Langewahl (Lage) | 2    | Gräberfeld römische Kaiserzeit                                                                            | 90975              |           |      |
| Langewahl (Lage) | 2    | Siedlung Urgeschichte, Siedlung Steinzeit                                                                 | 91032              |           |      |